# Kultura odstranjivanja
Kultura odstranjivanja ili kultura otkazivanja (eng. cancel culture) je pojam koji se koristi za opisivanje vrste ostracizma gdje se neka osoba, skupina ili društvena zajednica izbacuju ili uklanjaju iz javnih ili društvenih mreža na internetu ili u stvarnom životu iz društvenih, kulturnih, obrazovnih ustanova, javnih institucija ili javnih poduzeća. To odstranjivanje može imati takve razmjere, da se ime ljudi koji su odstranjeni, odnosno "otkazani", briše s raznih popisa počasnih osoba itd. Kultura otkazivanja je fraza koja je sada ustaljena u popularnoj zapadnoj kulturi od 2017. kada u popularnom mišljenju neke od dijela poznatih osoba su dovele do "ogorčenja javnosti" da su te osobe ili grupe bile odstranjene ili nepodobne da se pojave u javnom životu. Oblici kulture otkazivanja su postojali kroz cijelu ljudsku povijest. Primjerice, u starom Rimu postojala je praksa damnatio memoriae u kojem se nepodobnima rušili spomenici, brisala imena s ploča, slike s mozaika i slično te svaki spomen ili trag na tu osobu je bila izbrisana.

### Primjeri iz Hrvatske
Početkom 2022. godine Tram 11 objavljuje album Jedan i jedan. Mnogi hrvatski mediji komentirali su taj album i pjesmu »PŠK« zbog provokativnih i politički nekorektnih stihova. Prema nekim kritičarima, pjesmom »PŠK« iskazuje se mržnja prema određenim skupinama.
Dana 24. siječnja 2022. objavljeno je da diskografska kuća Menart otkazuje suradnju sa sastavom i da se album povlači iz prodaje.

## Srodni članci
- kultura srama
- sramoćenje na internetu
- sramoćenje na javnom mjestu
- cenzura
- proganjanje
- zlostavljanje